# Cultura bura

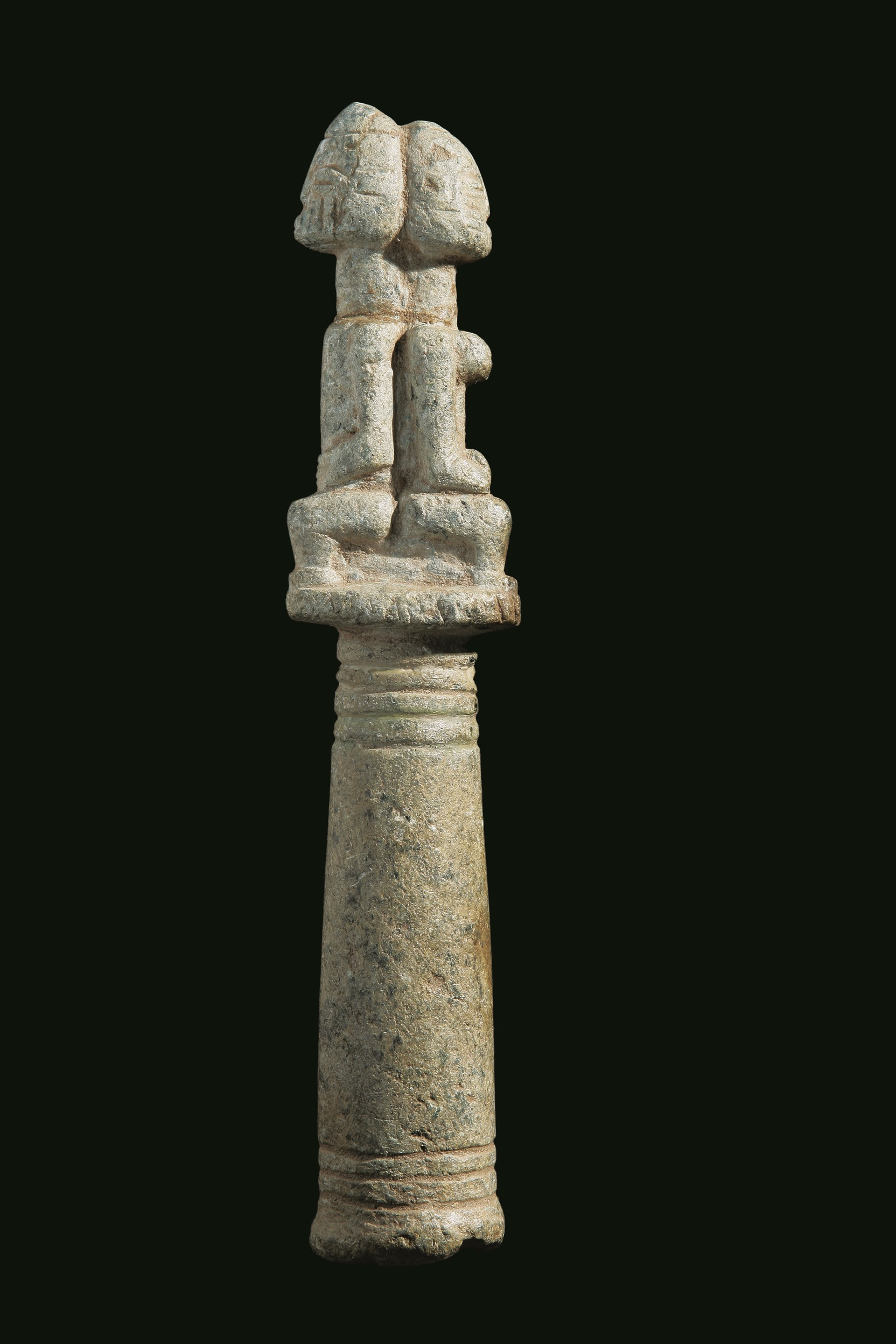
Bastón de mando de piedra. Cultura Bura. Níger. Cronología sin determinar

La cultura bura, también llamada sistema bura, se refiere a un conjunto de sitios arqueológicos en el valle bajo del río Níger en Níger y Burkina Faso. Más específicamente, la civilización de la Edad del Hierro ejemplificada por la cultura bura se centró en la parte suroeste del actual Níger y en la parte sureste del Burkina Faso contemporáneo (anteriormente conocido como Alto Volta).
La industria del hierro, tanto en la fundición como en la forja de herramientas y armas, se había desarrollado en el África subsahariana hacia el 1200 a. C.. La cultura Bura-Asinda del primer milenio en el Sahel de África Occidental ha sido fechada por radiocarbono desde el siglo III d. C. hasta el siglo XIII. Pero muy poco se entiende precisamente sobre esta civilización "sombría" y "misteriosa" y su cultura porque fue descubierta hace sólo unas pocas décadas en 1975; y no fue hasta 1983 que se inició la primera excavación arqueológica.
Llamada así por el sitio arqueológico de Bura cerca de Bura en el suroeste de Níger, la cultura bura produjo una variedad de artefactos distintivos hechos de arcilla, hierro y piedra. Junto con las tinajas de terracota cercanas que se usaban en los sacrificios rituales, también se encontraron puntas de flecha en forma de gancho hechas de hierro. Se encontraron cuentas hechas de cuarcita, aros nasales hechos de latón y brazaletes hechos de hierro o latón en los restos humanos ubicados debajo de las tinajas de terracota. Dentro de la región de la cuenca del río Níger, la cultura bura produjo las primeras estatuillas ecuestres de terracota.
Sin embargo, todavía no se sabe cómo todo el sistema bura vinculado a otras antiguas culturas africanas y para tales tarde islámica, influenciada reinos del Sahel como Ghana, a Mali preimperial, Imperio de Malí, o Songhai. Las urnas de terracota de la cultura Bura, que se utilizaron con fines funerarios, pueden estar relacionadas con los megalitos de Tondidarou.